# Dasygaster acontosema
Dasygaster acontosema är en fjärilsart som beskrevs av Turner 1903. Dasygaster acontosema ingår i släktet Dasygaster och familjen nattflyn. Inga underarter finns listade i Catalogue of Life.